# 桑名市石取会館
桑名市石取会館（くわなしいしとりかいかん）は、三重県桑名市京町16にある建築物。登録有形文化財。
「日本一やかましい祭り」として知られる石取祭を紹介する施設。

## 歴史
- 1925年（大正14年） - 鉄筋コンクリート造の四日市銀行桑名支店として竣工。後には桑名信用金庫本店、さらに京町支店となる。
- 1991年（平成3年） - 建物と土地が所有者から桑名市に寄贈。
- 1992年（平成4年） - 桑名市によって展示施設が開館。
- 2007年（平成19年）3月 - 石取祭が「桑名石取祭の祭車行事」の名称で国の重要無形民俗文化財に指定。
- 2011年（平成23年）1月26日 - 登録有形文化財に登録。

## 展示

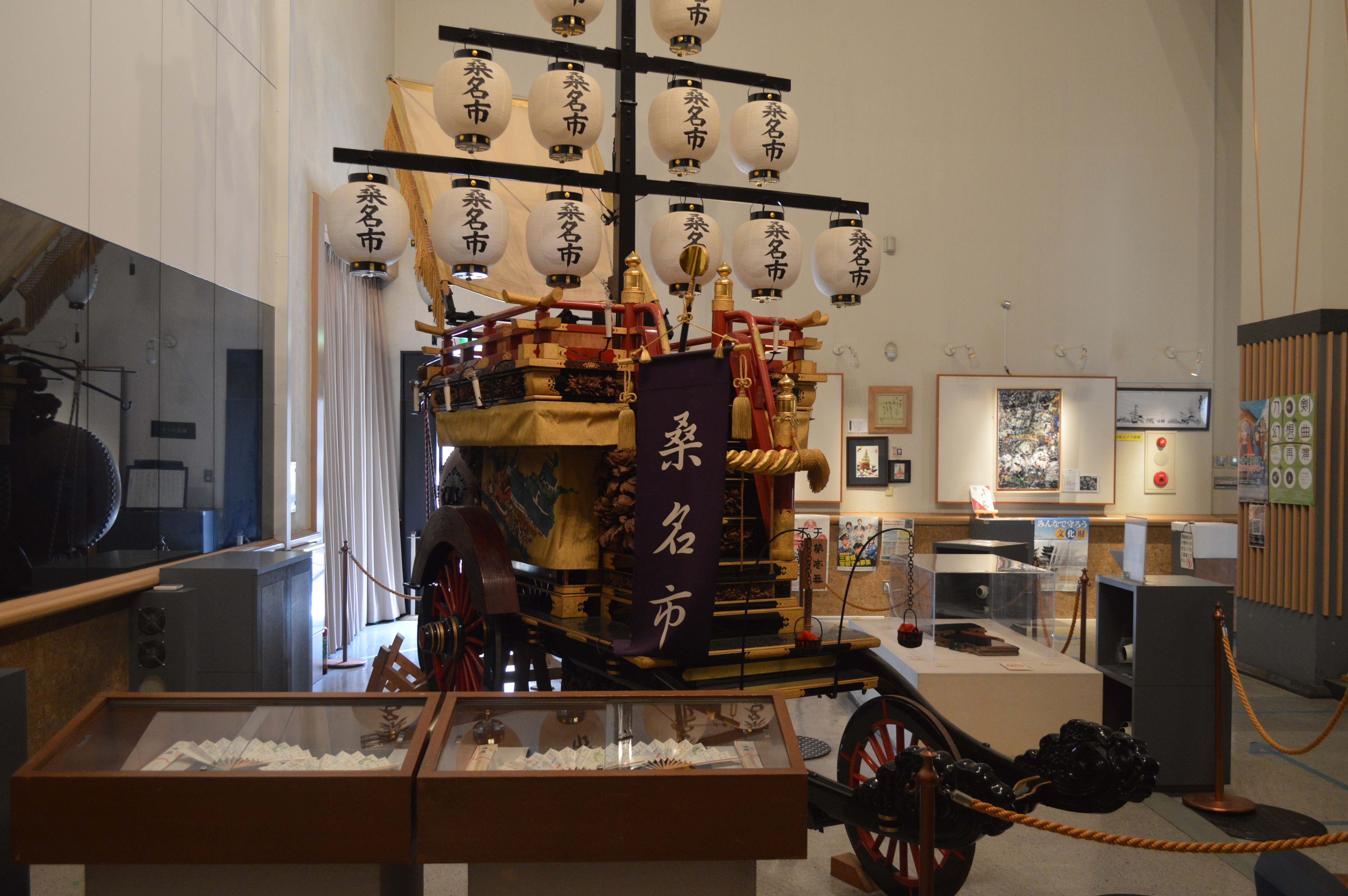
展示

- 石取祭
  - 江戸時代末期に製作された祭車（山車）

## 利用案内
- 開館時間 - 午前10時～午後4時
- 休館日 - 毎週月曜日・木曜日・年末年始

## 所在地
- 所在地 - 511-0039 三重県桑名市京町16
- 交通アクセス - 近鉄名古屋線・JR関西本線桑名駅から東に徒歩15分